# محمد سليمان عبد المالك
محمد سليمان عبد المالك (مواليد 1 مايو 1979) هو كاتب وروائي وكاتب سيناريو مصري. بداياته كانت في مجال الصحافة، لكنه انتقل بعد ذلك لكتابة الروايات من خلال أعمال مثل المكتب رقم 17، وسلسلة لوتس، ثم عمل في الكتابة الدرامية في مسلسلات مثل اسم مؤقت، والحصان الأسود.

## النشأة
وُلد محمد سليمان عبد المالك في 1 مايو 1979 بدولة الكويت، قبل أن ينتقل إلى بلده مصر ويستقر في مدينة الإسماعيلية، حيث التحق لاحقًا بكلية الطب بجامعة قناة السويس، وتخرج منها سنة 2003.
منذ سنوات الطفولة، ظهرت ميوله المبكرة نحو الأدب، إذ بدأ بالكتابة في سن مبكرة وهو لا يزال في الصف الثاني الابتدائي، عندما كان يشارك زملاءه في إعداد مجلات حائطية وقصص مصورة داخل المدرسة. ومع تقدّمه في السن، بدأت موهبته تتبلور بشكل أوضح خلال المرحلة الإعدادية، حيث اتسع أفقه الثقافي وتطوّر أسلوبه في التعبير والكتابة.

## مسيرته المهنية
بدأت مسيرته في الكتابة من خلال بوابة الصحافة، وذلك في سن الرابعة عشرة فقط، عندما نشرت له مجلة كل الناس الأسبوعية عام 1993 تحقيقًا صحفيًا وعددًا من المقالات، وقدّمته كأصغر مراسل صحفي في مصر آنذاك. شكل هذا الظهور نقطة انطلاق حقيقية نحو احتراف الكتابة، التي سرعان ما أصبحت شغفه الدائم.
في سن التاسعة، وخلال عطلة صيفية في مصر، تعرّف إلى سلسلة روايات مصرية للجيب عبر قراءته لأعداد ملف المستقبل ورجل المستحيل، ما أثّر عميقًا في تكوينه الأدبي، وزرع في داخله رغبة في خوض غمار هذا النوع من الكتابة.
وجاءت الفرصة الحاسمة عام 1998، عندما نشرت المؤسسة العربية الحديثة إعلانًا في صحيفة الأهرام تطلب فيه مؤلفين جدد. فبادر محمد، وهو لم يتجاوز التاسعة عشرة من عمره، بكتابة رواية دماء في المعبد مستلهمًا فكرتها من التاريخ الفرعوني الذي كان يشغفه منذ سنوات دراسته الثانوية. تم اختياره من بين مئات المتقدمين، ونُشرت روايته ضمن سلسلة لوتس، إيذانًا بانطلاق مسيرته الروائية.
لاحقًا، كتب سلسلة مغامرات س، وتولى تطوير سلسلة المكتب رقم 19 التي قدّمها في شكل جديد تحت اسم المكتب رقم 17. كما نشر رواية رجل السايبر كأول عمل مجاني يُنشر إلكترونيًا تحت إشراف المؤسسة العربية الحديثة وبمتابعة مباشرة من الأستاذ حمدي مصطفى.
إلى جانب الكتابة الروائية، واصل نشاطه الأكاديمي كعضو هيئة تدريس بكلية الطب في جامعة قناة السويس، وشارك في كتابة سيناريوهات الأطفال في مجلات مثل باسم والعربي الصغير. وكان دخوله عالم كتابة الدراما من خلال ورش السيت كوم التي ساهم فيها بأعمال مثل تامر وشوقية والعيادة، إضافة إلى برنامج عالم سمسم للأطفال. ومنذ عام 2007، كرّس جهده لكتابة الدراما التلفزيونية والسينمائية، ليصبح أحد أبرز كتّاب جيله في المشهد الدرامي المصري.

## أعماله

### الروايات
- دماء في المعبد
- المكتب رقم 17
- سلسلة لوتس
- مغامرات س
- ترانزيت
- رجل السايبر

### السيناريو
- 2007: أولاد الليل
- 2007: تامر وشوقية
- 2008: كافيه تشينو
- 2009: فراولة
- 2009: عزبة آدم
- 2010: بابا زعيم عصابة
- 2010: سهم الزيتون طلع
- 2010: القطة العميا
- 2010: عصام والمصباح
- 2011: أبواب الخوف
- 2012: لسان عصفور
- 2012: رومانسية بالأرانب
- 2012: باب الخلق
- 2013: اسم مؤقت
- 2014: فرق توقيت
- 2015: شد أجزاء
- 2015: يخلق من الشبح أربعين
- 2016: وعد
- 2017: الحصان الأسود
- 2018: رسايل
- 2018: مليكة
- 2019: ممالك النار
- 2020: خيط حرير
- 2021: قصر النيل
- 2022: راجعين يا هوى
- 2022: الجسر
- 2023: مذكرات زوج
- 2023: صوت وصورة
- 2023: زينهم
- 2024: صوت وصورة: رقم سري
- 2024: دهب غالي
- 2024: إمبراطورية م
- 2024: فراولة
- 2025: شهادة معاملة أطفال
- 2025: شباب امرأة

## وصلات خارجية
- محمد سليمان عبد المالك على موقع قاعدة بيانات الأفلام العربية